# Dusty Jonas
Dustin Michael Jonas, född den 19 april 1986 i Floresville, Texas, är en amerikansk friidrottare som tävlar i höjdhopp.
Jonas första internationella mästerskap var Olympiska sommarspelen 2008 där han misslyckades att ta sig vidare till finalen. Han deltog vid Inomhus-VM 2010 i Doha där han blev bronsmedaljör efter ett hopp på 2,31.
Jonas är 1.83 cm lång och väger 71 kg.

## Personliga rekord
- Höjdhopp utomhus - 2,36 meter (18 maj 2008 i Boulder)
- Höjdhopp inomhus - 2,32 meter (26 jan 2010 i Trinec)